# Echo & the Bunnymen (album)
Albums de Echo and the Bunnymen
Ocean Rain
(1984) Reverberation
(1990)
Singles
1. The Game
Sortie : juin 1987
2. Lips Like Sugar
Sortie : août 1987
3. Bedbugs and Ballyhoo
Sortie : 1987

Echo & the Bunnymen est le cinquième album studio du groupe britannique Echo and the Bunnymen, sorti le 6 juillet 1987.
L'album atteint la 4e place des charts britanniques, se classe en Suède, aux Pays-Bas, en Nouvelle-Zélande, au Canada et dans le Billboard 200 américain.
Trois chansons font l'objet de singles : The Game, Lips Like Sugar et Bedbugs and Ballyhoo, titre sur lequel joue Ray Manzarek, ex claviers de The Doors.
Il s'agit du dernier album enregistré avec la formation en quatuor composée de Ian McCulloch, Will Sergeant, Les Pattinson et Pete de Freitas, que l'on retrouve sur les quatre précédents albums. En effet, Ian McCulloch quitte le groupe en 1988 et Pete de Freitas meurt dans un accident de moto en 1989.
L'album est réédité en 2003 avec des titres supplémentaires.

## Liste des titres
Toutes les chansons sont écrites et composées par Will Sergeant, Ian McCulloch et Les Pattinson sauf mention.
| No  | Titre                | Auteur                                          | Durée |
| --- | -------------------- | ----------------------------------------------- | ----- |
| 1.  | The Game             |                                                 | 3:50  |
| 2.  | Over You             |                                                 | 4:01  |
| 3.  | Bedbugs and Ballyhoo | Sergeant, McCulloch, Pattinson, Pete de Freitas | 3:28  |
| 4.  | All in Your Mind     | Sergeant, McCulloch, Pattinson, de Freitas      | 4:32  |
| 5.  | Bombers Bay          |                                                 | 4:22  |
| 6.  | Lips Like Sugar      |                                                 | 4:52  |
| 7.  | Lost and Found       |                                                 | 3:37  |
| 8.  | New Direction        |                                                 | 4:45  |
| 9.  | Blue Blue Ocean      |                                                 | 5:08  |
| 10. | Satellite            | Sergeant, McCulloch, Pattinson, de Freitas      | 3:04  |
| 11. | All My Life          |                                                 | 4:07  |

| 12. | Jimmy Brown (première version de la chanson Bring on the Dancing Horses) | Sergeant, McCulloch, Pattinson, de Freitas               | 4:07 |
| 13. | Hole in the Holy                                                         |                                                          | 4:44 |
| 14. | Soul Kitchen (reprise des Doors)                                         | Jim Morrison, Robby Krieger, Ray Manzarek, John Densmore | 3:56 |
| 15. | The Game (démo acoustique)                                               |                                                          | 3:57 |
| 16. | Bedbugs and Ballyhoo (première version de la chanson)                    | Sergeant, McCulloch, Pattinson, de Freitas               | 3:41 |
| 17. | Over Your Shoulder                                                       |                                                          | 4:10 |
| 18. | Bring on the Dancing Horses (extended mix)                               | Sergeant, McCulloch, Pattinson, de Freitas               | 5:50 |

## Composition du groupe
- Ian McCulloch : chant, guitare, piano
- Will Sergeant : guitare
- Les Pattinson : basse
- Pete de Freitas : batterie

Musiciens additionnels
- Henry Priestman : claviers
- Jake Brockman : claviers
- Ray Manzarek : claviers sur le titre Bedbugs and Ballyhoo
- Stephen Morris : batterie sur le titre Soul Kitchen (réédition de 2003)

## Classements hebdomadaires
| Classement (1987)             | Meilleure place |
| ----------------------------- | --------------- |
| Canada (RPM Top Albums)       | 51              |
| États-Unis (Billboard 200)    | 51              |
| Nouvelle-Zélande (RIANZ)      | 26              |
| Pays-Bas (Mega Album Top 100) | 30              |
| Royaume-Uni (UK Albums Chart) | 4               |
| Suède (Sverigetopplistan)     | 22              |

## Certification
| Pays              | Certification | Unités certifiées |
| ----------------- | ------------- | ----------------- |
| Royaume-Uni (BPI) | Argent        | 60 000            |